# Нумантийские войны
Нумантийская война (141—133 г. до н. э.)[уточнить], велась между римлянами и туземцами Испании. Так как вся война сосредоточилась в осаде Нуманции, она и носит название нумантийской войны.
Римляне не успели ещё замирить дальнюю Испанию (Лузитанская война), как в ближней вспыхнуло восстание. Консул Квинт Помпей, начальствовавший войсками в ближней Испании, во главе 30 тыс. человек пехоты и 2 тыс. человек кавалерии, в 141 г. осадил Нуманцию (8 тыс. человек, способных носить оружие). Каждый день происходили стычки между обеими сторонами и стоившие римлянам нескольких когорт. Видя невозможность овладеть городом, консул пытался окончить войну вероломством. Он заключил с нумантийцами мирный договор, по которому они обязались представить заложников, выдать военнопленных и перебежчиков и заплатить римлянам 30 талантов; не довольствуясь одним словесным обещанием и клятвой, он заставил их подтвердить все статьи трактата особенным письменным договором, который должен был идти на утверждение сената.
Но едва нумантийцы исполнили условия словесного договора, как римляне отказались от выполнения принятых ими на себя обязательств, и война началась снова. Консул Марк Попилий Ленат, сменивший в 138 г. Помпея, пытался штурмовать Нуманцию, но без успеха. Преемник Попилия Лената, консул Гай Гостилий Манцин, в 137 г. терпел постоянные неудачи и даже вынужден был вступить в переговоры с нумантийцами через квестора, знаменитого тинерия Семпрония Гракха. Последний, действительно, заключил выгодный договор: нумантийцы, требовавшие только признания своей независимости, предоставили римлянам, запертым в собственном лагере, свободный выход. Но сенат не утвердил и этого договора.
В следующие два года война приняла оборот крайне неблагоприятный для римлян, и вместе с тем в их войсках обнаружился беспорядок, неповиновение. Теперь сенат против воли вынужден был прибегнуть к содействию победителя Карфагена. В 134 г. до н. э. Сципион Африканский Младший был избран консулом и главнокомандующим испанской армией. Он застал её в самом жалком состоянии и только с большим трудом, при помощи самой суровой строгости, ему удалось восстановить дисциплину. Шанцевые работы, ученья и маневры быстро перевоспитали армию, и только тогда Сципион решился обложить Нуманцию.
Располагая армией численностью около 60 тысяч человек и имея слонов, а равно и нумидийскую конницу, предводимую Югуртой, внуком Масиниссы, Сципион деятельно принялся за осаду Нуманции. Прежде всего, он расширил и укрепил свой лагерь. День и ночь одна часть войск должна была рыть траншеи и насыпи, а другая стоять наготове для отражения неприятеля, который пользовался малейшей случайностью для производства вылазок. Сверх того, 10 тыс. человек находились в резерве. Хотя гарнизон Нуманции не превышал 8 тыс. человек, но в его состав входили отчаянные люди, решившиеся защищаться до крайности.

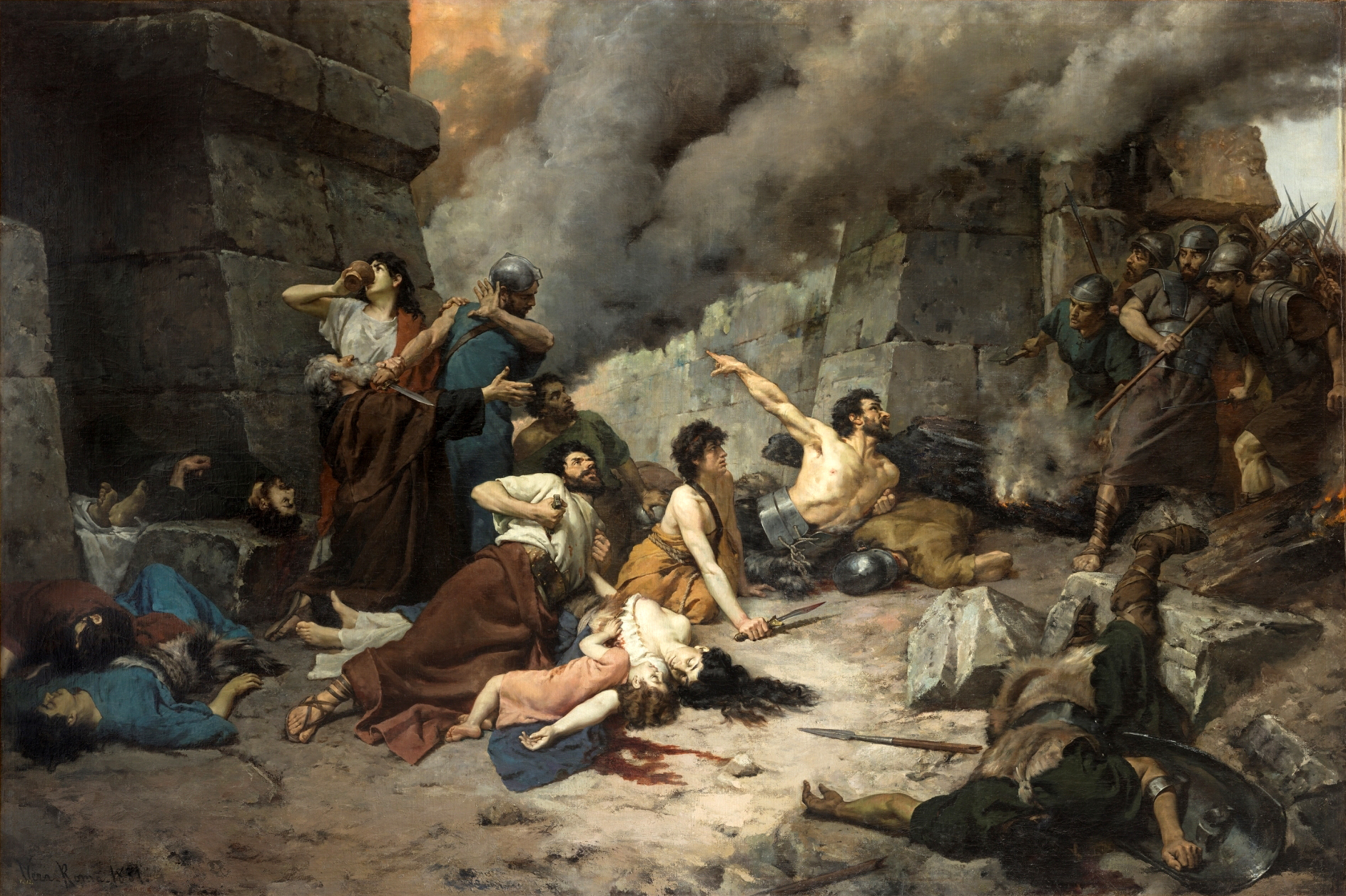
Жители Нуманции совершают массовое самоубийство в тот момент, когда римляне врываются в город (картина кисти испанского живописца Алехо Вера)

Наступила зима, и земляные работы в римском лагере пришлось прекратить, но с началом весны энергичный консул снова принялся за них, окружив город двойной циркумвалационной линией и укрепив её каменными стенами, башнями и рвами. Для воспрепятствования движению по Дуэро, Сципион вбил поперёк русла сваи и прикрепил к ним балки и цепи. Окончив все эти работы, он мог терпеливо выжидать сдачи гарнизона.
Жители города Лютии пытались подать помощь осаждённым, но Сципион, оставив часть войск для продолжения осады, с остальными силами двинулся к Лютии и взял город штурмом. С беспримерным мужеством переносили нумантийцы все ужасы голода. Обессилев от голода и потеряв, наконец, всякую возможность защищаться, они всё-таки не сдались превосходящим силам врагов, а предпочли умертвить себя с жёнами и детьми, предоставив победителям один опустелый город. Сам город Сципион приказал сжечь и сравнять с землёй. Он принял это решение самостоятельно, без санкции сената. Смирив непокорных, Публий, в соответствии со своими личными склонностями осуществил первую часть древнего завета: не дожидаясь сенатской комиссии, он созвал собрания северных и южных испанских городов и племён для первоначального мирного устройства Иберии. Ненадёжные союзники отделались порицаниями и штрафами. После представительских совещаний Сципиона в Испанских провинциях воцарился длительный мир и с падением Нуманции (133 г. до н. э.) прекратилась и война.